# Mang cá

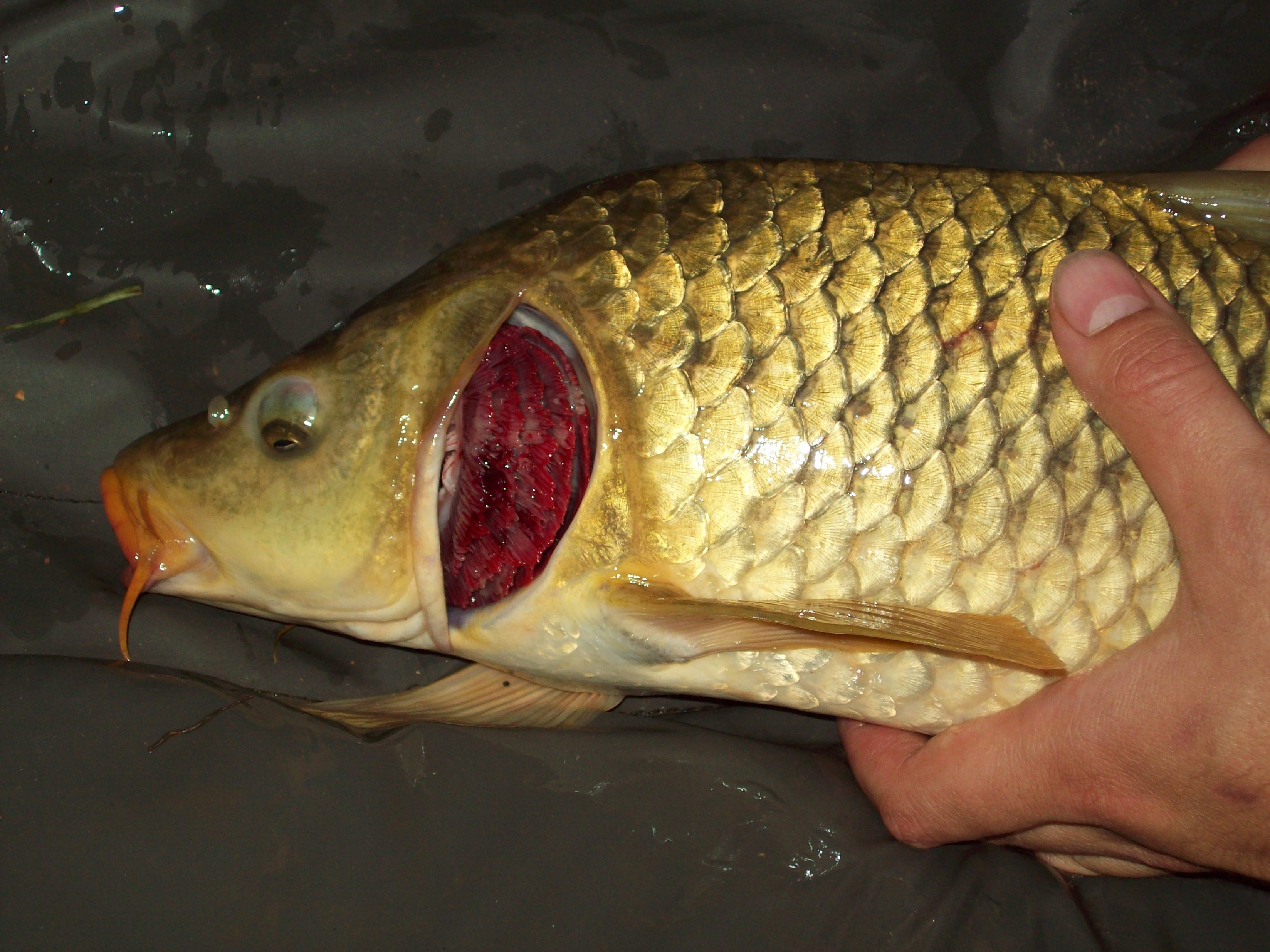
Mang của một con cá chép (phần có màu đỏ)

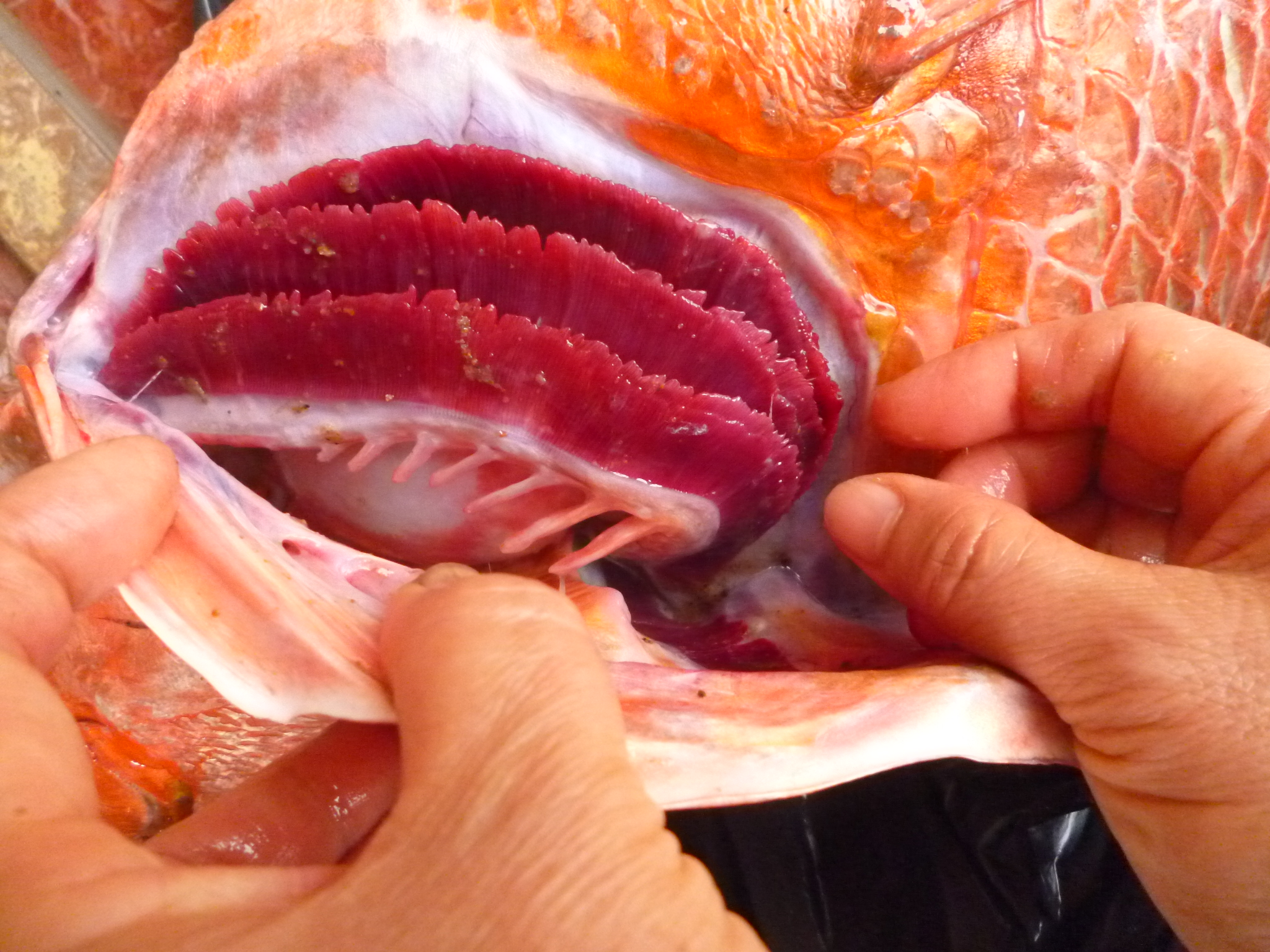
Mang của một con cá hồng đỏ có màu còn đỏ tươi

Mang cá là cấu trúc cơ thể đặc thù ở cá dùng để hô hấp. Hình dạng cấu tạo của mang cá cũng đa dạng. Đơn vị cấu tạo của mang cá là cung mang (Branchial arch). Mang cá cũng là một trong những bộ phận giúp phân biệt được cá còn tươi và cá đã ươn, mang cá đỏ au tươi rói là biểu hiện của con cá còn mới, trong khi mang cá thâm tím tái, bầm cho thấy con cá đã chết từ lâu hoặc được ướp hóa chất.

## Cấu tạo
Trên một cung mang thường gồm có các phần: Lá mang, có màu đỏ. Trên mỗi cung mang thường có 2 lá mang (còn gọi là phiến mang). Mỗi lá mang do nhiều tia mang mảnh, dài, màu đỏ, vách mỏng, xếp khít nhau tạo thành. Trên các tia mang lại có nhiều sợi mang nhỏ vách rất mỏng, vách này có tính bán thấm và có rất nhiều mạch máu phân bố. Quá trình trao đổi khí giữa máu cá và nước tiến hành qua vách của các tia mang và các sợi mang nhỏ. Bên cạnh đó, trên các tia mang còn có các tế bào nâng đỡ. Vị trí của nó nằm trong xoang mang.
Gốc các lược mang gắn vào các cung mang, ngọn hướng vào xoang miệng hầu. Nó thường có màu trắng. Mỗi cung mang thường có 1 - 2 hàng lược mang. Gốc các lược mang gắn vào cung mang, ngọn hướng vào xoang miệng. Xương cung mang của cá xuất hiện do nhiều xương nối với nhau tạo thành để nâng đỡ các tia mang và các lược mang năm trên cung mang. Động mạch ra, vào mang: Dẫn máu vào ra khỏi các cung mang và còn có các dây thần kinh.
Về lược mang (Gill raker) của cá thì chức năng của lược mang là để lọc, giữ thức ăn và bảo vệ các tia mang ở phía sau. Hình dạng: Khác nhau tuỳ theo tính ăn của từng loài cá. Cá ăn lọc có Lược mang dài, mảnh, xếp khít nhau. Cá ăn động vật kích thước nhỏ có Lược mang dài, mảnh, xếp thưa. Cá ăn mùn bả hoặc động vật đáy thì có Lược mang ngắn, to thô, xếp thưa. Cá ăn động vật kích thước lớn thì Trên cung mang có nhiều gai bén hoặc lược mang biến thành những núm có nhiều gai. 